# Giang Điền
Giang Điền is een xã in het Vietnamese district Trảng Bom, provincie Đồng Nai. Giang Điền ligt ongeveer 18 kilometer oostelijk van de stad Biên Hòa en drie kilometer zuidwestelijk van Trảng Bom.